# Helljus

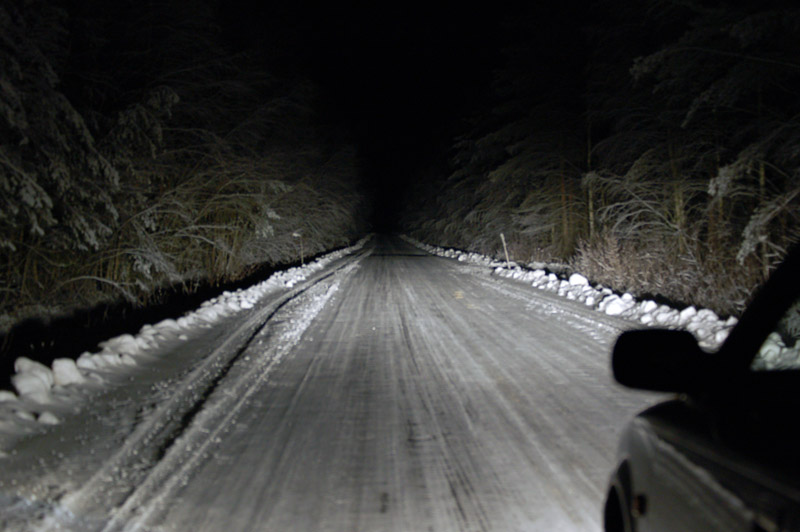
Helljus på vinterväg.

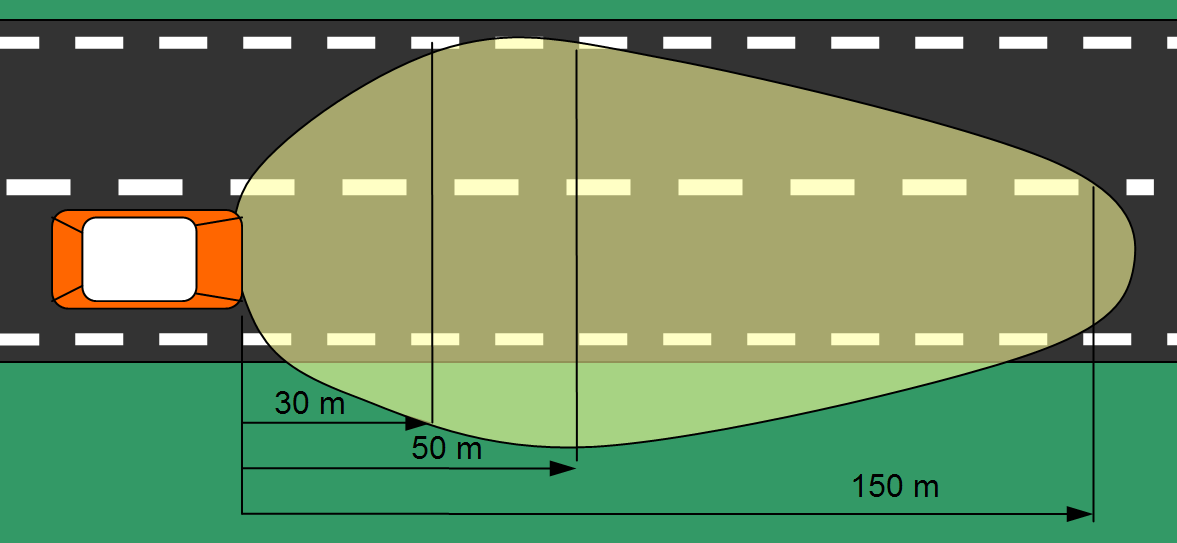
Symmetrisk helljusbelysning av vägbanan.

Indikation för helljus.

Helljus är strålkastare längst fram på ett fordon som används när halvljuset inte räcker till.

## Helljusets funktion
Helljusets funktion är att på landsväg ska man kunna ta till sig starkare lampor för att bättre se vägen. Men om det kommer mötande fordon på motsatt sida så måste man växla till halvljus för att inte föraren av mötande fordon ska bli bländad.

## Lagar
Enligt svenska trafikförordningen 1998:1276 måste helljus användas av bil, motorredskap klass I, tung terrängvagn, motorcykel eller moped klass I som framförs på väg när förarens synfält med hänsyn till fordonets hastighet annars inte är tillräckligt för att fordonet skall kunna föras säkert. När helljus används behöver inte halvljus eller främre positionsljus användas samtidigt.
Helljus får inte användas i följande lägen:
1. på sträcka där vägen är tillfredsställande belyst
2. på sådant avstånd från ett mötande fordon att dess förare kan bländas
3. vid möte med ett spårbundet transportmedel eller ett fartyg som förs längs vägen, om risk för bländning kan uppstå
4. på ringa avstånd bakom ett annat fordon